# Stefan Klein
Stefan Klein (Múnich, 1965) es un ensayista y escritor científico alemán. 
En palabras del destacado científico Antonio Damasio, el más importante autor alemán de temas de neurociencia. [cita requerida]
Tras estudiar física y filosofía en Múnich, Grenoble, y luego obtuvo una licenciatura en biofísica en Friburgo. Entre 1996 y 1999 dirigió la sección de información científica del semanario Der Spiegel y luego la de GEO. En 1998 recibió el prestigioso premio de periodismo científico Georg von Holtzbrinck. Reside en Berlín y ejerce como escritor.

## Obra

### En español
- Stefan Klein (2004). La fórmula de la felicidad. O cómo se originan los sentimientos gratos. Ediciones Urano. ISBN 978-84-7953-534-6.

- Stefan Klein (2007). El tiempo. Ediciones Urano. ISBN 978-84-7953-654-1.

- Stefan Klein (2011). La revolución generosa: por qué la colaboración y el altruismo son el futuro. Ediciones Urano. ISBN 978-84-7953-779-1.

### En alemán
- Die Tagebücher der Schöpfung, dtv: Múnich 2000 ISBN 3-423-34154-8
- Die Glücksformel, Rowohlt: Reinbek 2002 ISBN 3-498-03509-6
- Alles Zufall, Rowohlt: Reinbek 2004 ISBN 3-498-03519-3
- Zeit. Der Stoff, aus dem das Leben ist. S. Fischer: Frankfurt a.M 2006 ISBN 3-10-039610-3
- Da Vincis Vermächtnis oder Wie Leonardo die Welt neu erfand. S. Fischer: Frankfurt a.M 2008, ISBN 978-3-10-039612-9